# Marianne Bréchu
Marianne Bréchu (1975) è un'ex sciatrice alpina francese.

## Biografia
La Bréchu, originaria di Tignes, in Coppa del Mondo esordì il 4 dicembre 1993 a Tignes in discesa libera (67ª) e ottenne il miglior piazzamento il 1º dicembre 1996 a Lake Louise in supergigante (15ª), mentre in Coppa Europa conquistò l'ultima vittoria, nonché ultimo podio, il 9 febbraio 1997 a Sankt Moritz in supergigante. Prese per l'ultima volta il via in Coppa del Mondo il 10 febbraio 2000 a Santa Caterina Valfurva in discesa libera (45ª), sua ultima gara in carriera; non prese parte a rassegne olimpiche o iridate.

## Palmarès

### Coppa del Mondo
- Miglior piazzamento in classifica generale: 60ª nel 1999

### Coppa Europa
- 5 podi (dati dalla stagione 1994-1995):
  - 2 vittorie
  - 1 secondo posto
  - 2 terzi posti

#### Coppa Europa - vittorie
| Data            | Località     | Paese    | Specialità |
| --------------- | ------------ | -------- | ---------- |
| 17 gennaio 1995 | Innerkrems   | Austria  | DH         |
| 9 febbraio 1997 | Sankt Moritz | Svizzera | SH         |

Legenda:

DH = discesa libera

SG = supergigante

### Campionati francesi
- 4 medaglie (dati dalla stagione 1994-1995):
  - 2 argenti (supergigante nel 1997; supergigante nel 1999)
  - 2 bronzi (supergigante nel 1996; discesa libera nel 1999)